# Edy Wallimann
Edy Wallimann (* 1946) ist ein Musiker und Komponist aus der Zentralschweiz. Sein musikalischer Schwerpunkt ist der Ländler. Nebenbei ist er auch mit der Klassik und der Blasmusik vertraut.
In seinem 11. Alterjahr nahm er Klarinettenunterricht. Das Spiel auf seinen Instrumenten Saxophon, Blockflöte, Klavier und Kontrabass erlernte er im Selbststudium. Unter seinen Stationen waren seine Tätigkeit als Klarinettenlehrer, die Neunermusik, die Orchestervereinigung Nidwalden, die Musikgesellschaft Alpnach und die Ländlerkapelle Obwaldnergruess. Bekanntheit erlangte er durch seine Ländlerkapelle mit Clemens Gerig. In seinem musikalischen Schaffen entstanden rund 120 Eigenkompositionen.

## Auszeichnungen
- Edy Wallimann war einer der Ländlerkönige.
- Er wurde im Jahr 2000 mit dem Goldenen Violinschlüssel ausgezeichnet.
- Biographie bei der Ehrung mit dem Goldenen Violinschlüssel

| Personendaten    | Personendaten                   |
| ---------------- | ------------------------------- |
| NAME             | Wallimann, Edy                  |
| KURZBESCHREIBUNG | Schweizer Musiker und Komponist |
| GEBURTSDATUM     | 1946                            |